# Lydia Pinkham
Lydia Estes Pinkham, née le 9 février 1819 à Lynn dans le Massachusetts et morte le 17 mai 1883 dans la même ville, est une herboriste américaine.

## Biographie
Lydia Pinkham naît le 9 février 1819 à Lynn dans le Massachusett.
Elle est sans doute l'une des premières femmes au monde à créer, en 1876, sa propre marque de produits grand public.
Elle meurt le 17 mai 1883 dans sa ville natale.